# The Fifth
The Fifth – piąty album niemieckiego zespołu Bad Boys Blue. Został wydany w dniu 29 października 1989 roku przez wytwórnię Coconut Records. Album zawiera dwa single: "Lady in Black" i "A Train To Nowhere".  Wszystkie utwory zostały wykonane przez Johna McInerney. Trevor Taylor opuścił zespół i został zastąpiony przez Trevora Bannister'a. Album zyskał status złotej płyty w Finlandii w 1990 roku.

## Lista utworów
1. "Lady in Black" – 3:46
2. "Someone To Love" – 3:05
3. "A Train To Nowhere" – 3:53
4. "I’m Not A Fool" – 3:49
5. "No Regrets" – 4:45
6. "Where Are You Now" – 3:38
7. "Fly Away" – 3:44
8. "Love Me Or Leave Me" – 3:54
9. "Show Me The Way" – 3:54
10. "A Train To Nowhere (Train Mix)" – 3:59